# すくーるライフ
『すくーるライフ』は、早野りんたによる日本の漫画。『COMICペンギンクラブ』（辰巳出版）にて4コマ漫画形式で2005年6月から2020年12月号まで連載していた。2009年4月に単行本1巻が、2012年5月に2巻が辰巳出版から発売された。
また、辰巳出版の美少女コミック総合情報サイト「S2COMIX」にて、番外編が不定期連載されていた。
掲載誌は成人向けコミック誌だが、本作は全年齢対象(いわゆる成人向けコミック誌に置いての箸休め漫画の役割)。

## 概要
キャッチフレーズは「ちゃんと笑える萌えマンガ」。私立・兎佐美ヶ丘学園大学高等学校女子部、通称「ウサ女」を舞台に、女子高生、もののけ達が日常の中で繰り広げるコメディである。
作中で年中行事がよく題材にされるが、新年度が始まっても登場人物の学年はけして進まない（イソノ時空）。
本編に代わり、番外編の「西遊記」が掲載されることもある。

## 登場人物

### 兎佐美ヶ丘学園大学高等学校女子部（ウサ女）

#### 2年2組
小泉 みのり（こいずみ みのり）
この作品の主人公。頭髪は赤色。「面白ければ何でもアリ」がコンセプト。趣味は「人をおちょくる事」。明るくて元気。成績はかなり悪い。
委員長（いいんちょう）
「委員長」と呼ばれているが、実際は委員長ではない。レギュラー登場人物中唯一の常識人で、みのりに対するツッコミ兼ブレーキ役。好きなものはスイーツ、嫌いなものはゴキブリで、これらが絡むと、普段の常識的な態度が吹き飛んでしまう。本名は「森 あさみ（もり あさみ）」だが常に「委員長」と呼ばれるため一時はみんなに本名を忘れられていた。頭髪は青色。
綾菱 春香（あやびし はるか）
資産家・綾菱家の長女でボーイズラブを愛好するオタクである。腹黒。飛行機が苦手。頭髪は黄色で碧眼。
江田島 清子（えだじま きよこ）
みのりの幼なじみで、寡黙なマイペース人間。春香と同様オタクであり、即売会などにはよく同行している。特技は占い、趣味は手品。メイド喫茶でバイトをしていた。頭髪は深緑。
クズノハ
九尾の妖狐。永年にわたり八代神社にご神体として封印されていたが、神酒にたまたま封印を解かれて復活し、程なく2年2組に転入する。中学生のような容姿・言動からはまったく想像できないが、実はもののけの中でも最古参かつトップクラスの妖力の持ち主。シロとともに真田家に居候している。

#### 1年2組
綾菱 のぞみ（あやびし のぞみ）
春香の妹。ダテメガネをかけるなど真面目な優等生を演出しているが、実は姉以上に腹黒な策略家で、姉に対して事あるごとに対抗意識を持つ。そのくせ短気で、キレると暴れだして手がつけられなくなる。姉同様、飛行機が苦手。
八代 神酒（やしろ みき）
代々「もののけハンター」を務める家系で、実家である八代神社の巫女。獣耳の幼女をこよなく愛する。
伊賀野 忍（いがの しのぶ）
忍者の家系。当初ゲストキャラの予定だったが人数あわせのためにレギュラーキャラになった（作者サイトより）。しかし登場回数は非常に限られている。
境之守 要（さかいのもり かなめ）
1年2組の転校生。当然女子だが見た目イケメンでかつ非常に派手かつ気障な性格。しかも行動や台詞が典型的なプレイボーイ風のガチレズ。転校初日でいきなりのぞみのファーストキスを奪った（のぞみ曰く「女子だからノーカン」）。隙あらば複数段ぶち抜きで登場したがる。
隠神 椿沙（いぬがみ つばさ）
1年2組の転校生で、化け狸のもののけ。妖狐であるクズノハに非常に対抗心を燃やしている。愛媛県出身でかなり濃い伊予弁を話す。
マナルゥ ナーティア
関西出身のエルフ族の少女。愛称はルゥナ。精霊魔法が使える。1年生の4月からクラスに入ったが、イソノ時空のせいで、周りから転校生のような扱いを受けている。

#### 3年
兎佐美 美沙（うさみ みさ）
学園理事長の娘で、化け兎（理事長）と人間のハーフ。玉入れの籠を飛び越せるほどのジャンプ力を持つ。

#### 教師
真田 シロ（さなだ シロ）
猫又。病気で休みがちな飼い主の代わりに2年2組の担任を務めているが、基本的にやる気がない。教科は日本史担当だが、授業ではネコ界の歴史しか教えない。巨乳。
真田先生（さなだせんせい）
シロの飼い主で、2年2組の真の担任。腰を痛めたこととシロが代理を務めていることから、学校には全く出て来ずすっかり隠居状態である。
ドギー 村山（ドギー むらやま）
化け犬。1年2組の担任。化け猫のシロを叩きのめすべく遣わされ、ウサ女に赴任。結局はシロに度々返り討ちにされ、頭が上がらなくなっている上、クラスでも策略家ののぞみにいいように使われている、不幸なキャラ。ただし、教師としては優秀。担当は英語。
学年主任
2年の学年主任で、シロの上司。やる気のないシロを常に叱っている。

### その他
ドーベル 満子（ドーベル みつこ）
化け犬。もののけ界におけるドギーの上司。パンクなファッションに似合わず、根は真面目な常識人。もののけ界の役所に勤務する。職階は課長。
小泉 咲（こいずみ さき）
みのりの姉で、兎佐美ヶ丘学園大学の学生。文化妖怪学専攻。みのりと対照的に非常に生真面目な性格で、たとえ4コマ漫画の4コマ目でもオチを認めない。みのりにとって唯一頭が上がらない人物。
ひいおばあちゃん
春香とのぞみのひいおばあちゃん。若くして亡くなったが息子への思いから成仏できずにいたところ、たまたまTVで見たアイドル番組にはまりそのままアイドルおたくとして現世に残った幽霊。当初は綾菱家の別荘にとどまっていたが、最近は春香の影響でBL本を読んだり、スイーツ食べ歩きに出たりと、現世を満喫している。（ただし満足しすぎると成仏しかける）
小倉 小豆（おぐら あずき）
洋菓子店「シャーリーズガーデン」のオーナーパティシエール。彼女の作るケーキは非常にまずいことで有名。本名で呼ばれるのが嫌いで、自分のことを「シャーリー」と呼ぶように強要する。正体はあずきとぎ。スイーツに厳しい委員長が天敵。

## 用語
もののけ
人界とは異なる「もののけ界」に住む生き物。日本古来の妖怪や半獣をモチーフにしたものが多い。その存在は人間にも普通に認知されており、人界で生活するもののけもある程度存在する。（ただし、人界で住むにはもののけ界で発行される免許が必要）
もののけ界
もののけの住む世界。通称「も界」。人界とは特定の場所を通って行き来が可能。人界とよく似た社会が形成されているようで、役所なども存在する。

## 西遊記編
不定期に登場する番外編。本編の登場人物をキャスティングしたパロディだが、ストーリーはかなり原典に忠実。
- 玄奘（三蔵法師） - 真田シロ
- 孫悟空 - 小泉みのり
- 猪八戒 - 境之守要
- 沙悟浄 - 八代神酒
- 観音菩薩 - 委員長
- 恵岸（観音の弟子） - ドーベル満子
- 金頭羯諦（諸神部隊） - 江田島清子
- 釈迦如来 - 小泉咲
- 黒風洞の黒大王 - 隠神椿沙
- 烏巣禅師 - クズノハ
- 太宗皇帝 - ドギー村山
- 玉帝 - 兎佐美理事長
- 金角大王 - 綾菱春香
- 銀角大王 - 綾菱のぞみ
- 太上老君 - クズノハ
- 文殊菩薩 - 小倉小豆
- 紅孩児 - 伊賀野忍

## 単行本
1. ISBN 978-4-7778-0646-1 2009年4月5日初版発行
2. 二階からてぐすね編 ISBN 978-4-7778-1043-7 2012年7月10日初版発行